# DB Automobiles
DB Automobiles (ou Deutsch-Bonnet, ou, simples: D.B.) foi um fabricante de automóveis francês entre 1938 e 1961, fundado por Charles Deutsch e René Bonnet que iniciaram a parceria com carros de corrida equipados com motor Citroën.

## História
Após a II Guerra Mundial fizeram mais algumas corridas com os carros equipados com os motores Citroën, mas logo voltaram a utilizar motores Panhard na "Recer 500", em seguida carros com versões maiores que fizeram sucesso, como o "Monomille 750cc" construído em número suficiente para o seu próprio campeonato de Fórmula Juniores na França.
Eles também fizeram alguns carros esportivos com motores Panhard, carros feitos de fibra-de-vidro, e motores de 850cc a 1300cc. Após o fim da associação dos dois em 1961, seguiram com projetos diferentes em empresas próprias Charles fundou a C.D. e o outro a René Bonnet.